# 何塞·马里亚·洛伊萨加·比吉里
何塞·马里亚·洛伊萨加·比吉里（西班牙語：José María Loizaga Viguri，1936年5月9日—2020年3月22日）是一名西班牙商人。他曾是ACS集团的董事和副总裁，以及Zardoya Otis等公司的副总裁。

## 个人简介
从经济学专业后，洛伊萨加在西班牙外换银行开始了他的职业行动，并担任了多个行政职位。1968年，他成为了Zardoya公司的首席执行官，1972年，Zardoya与Schneider Otis两个公司合并。洛伊萨加随后担任了Otis Elevator在南欧的领导（1972-1980），后来被任命为Zardoya Otis公司的副总裁。
随着80年代的到来，洛伊萨加创办了Banco Hispano Industrial公司（并入BHA集团）。1982年，他成为Unión Fenosa的副总裁，同时也被任命为首席执行官。不久之后Unión Fenosa公司与Urquijo公司合并。 一直到1985年，洛伊萨加一直在担任Urquijo银行的副总裁职位。  1985年，他创办了Mercapital Serivicios Financieros公司，并在1985年至2008年担任其董事长。这家公司被认为是西班牙风险投资业内的领头羊。在与N + 1（现在的Alantra）合并后，这家公司继续在REA行业投资组合下进行投资。从1989年到洛伊萨加去世，他一直是ACS集团董事会的一员。

## 个人生活和去世
洛伊萨加与玛利亚·帕兹·西蒙尼斯·马丁内斯（María Paz Jiménez Martínez）结婚并育有三个孩子：哈维尔（Javier），帕兹（Paz）和丽贝卡·洛伊萨加·西蒙尼斯（Rebeca Loizaga Jiménez）。 因COVID-19在西班牙的肆虐，洛伊萨加在2020年三月22日于雷阿尔城病逝。

## 引用
1. ↑  Redacción. . Cinco Días (Madrid). 2020-03-22  [2020-03-23]. （原始内容存档于2020-03-23）.
2. ↑  Redacción. . Expansión (Madrid). 2020-03-22  [2020-03-23]. （原始内容存档于2020-03-29）.
3. ↑  . ABC (Madrid). 23  March 2020: 54.
4. ↑  .   [2020-06-23]. （原始内容存档于2020-03-29）.